# Metall Muntz

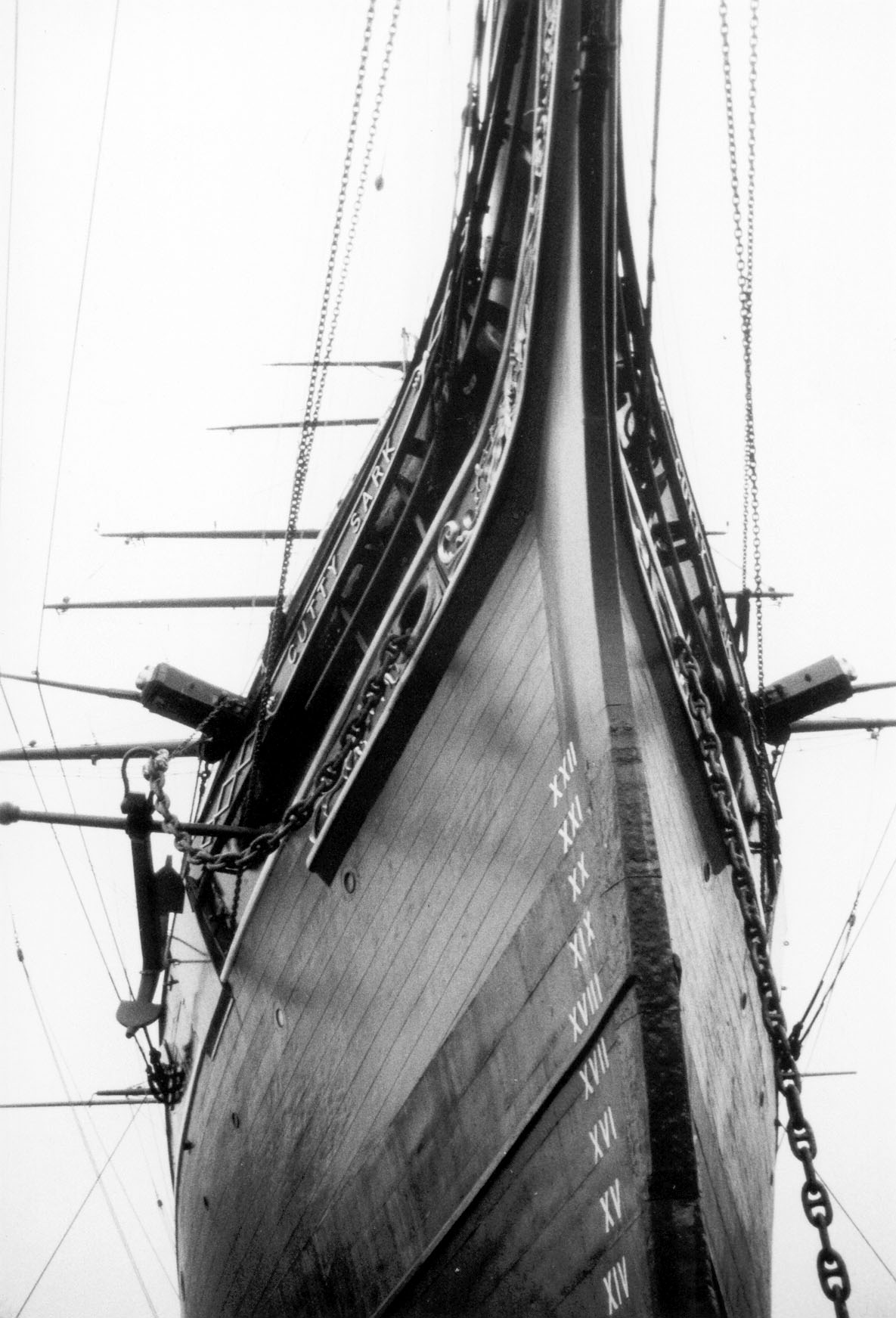
Proa del clíper Cutty Sark mostrant les planxes de metall Muntz del folre exterior.

El metall Muntz és un aliatge de coure i zinc amb traces de ferro. (Aproximadament 60% Cu, 40% Zn). És, per tant, una varietat de llautó. El coure es troba en fase alfa i beta.
Fou patentat el 1832 i comercialitzat per George Fredrick Muntz, un calderer industrial de Birmingham, Anglaterra. (William Collins havia patentat un aliatge similar el 1800).
El metall Muntz estava pensat per a substituir el folrat amb planxes de coure de l'obra viva dels vaixells. Costava dues terceres parts del preu del coure pur i tenia les mateixes propietats "anti-fouling" (anti-incrustació biològica). Lògicament fou un èxit comercial i l'inventor va guanyar una fortuna.
Més tard fou aplicat per a folrar els pilots de fusta que formaven els pilotatges dels molls en mars tropicals per a protegir-los contra els corcs anomenats teredos. I també en tubs de locomotores de vapor.
Es tracta d'un llautó que cal treballar i conformar en calent. I s'usa en peces de maquinària que han de resistir la corrosió.
Una altra aplicació del metall Muntz fou la fabricació de perns (també sota patent del senyor Muntz), més econòmics, prou resistents i de més llarga durada que els de ferro de l'època ("wrought iron" en anglès).
El buc del famós clíper Cutty Sark fou folrat amb planxes de metall Muntz.
El metall Muntz es conegué també com a "Yellow Metal" (metall groc).